# 빗셰블레 교회

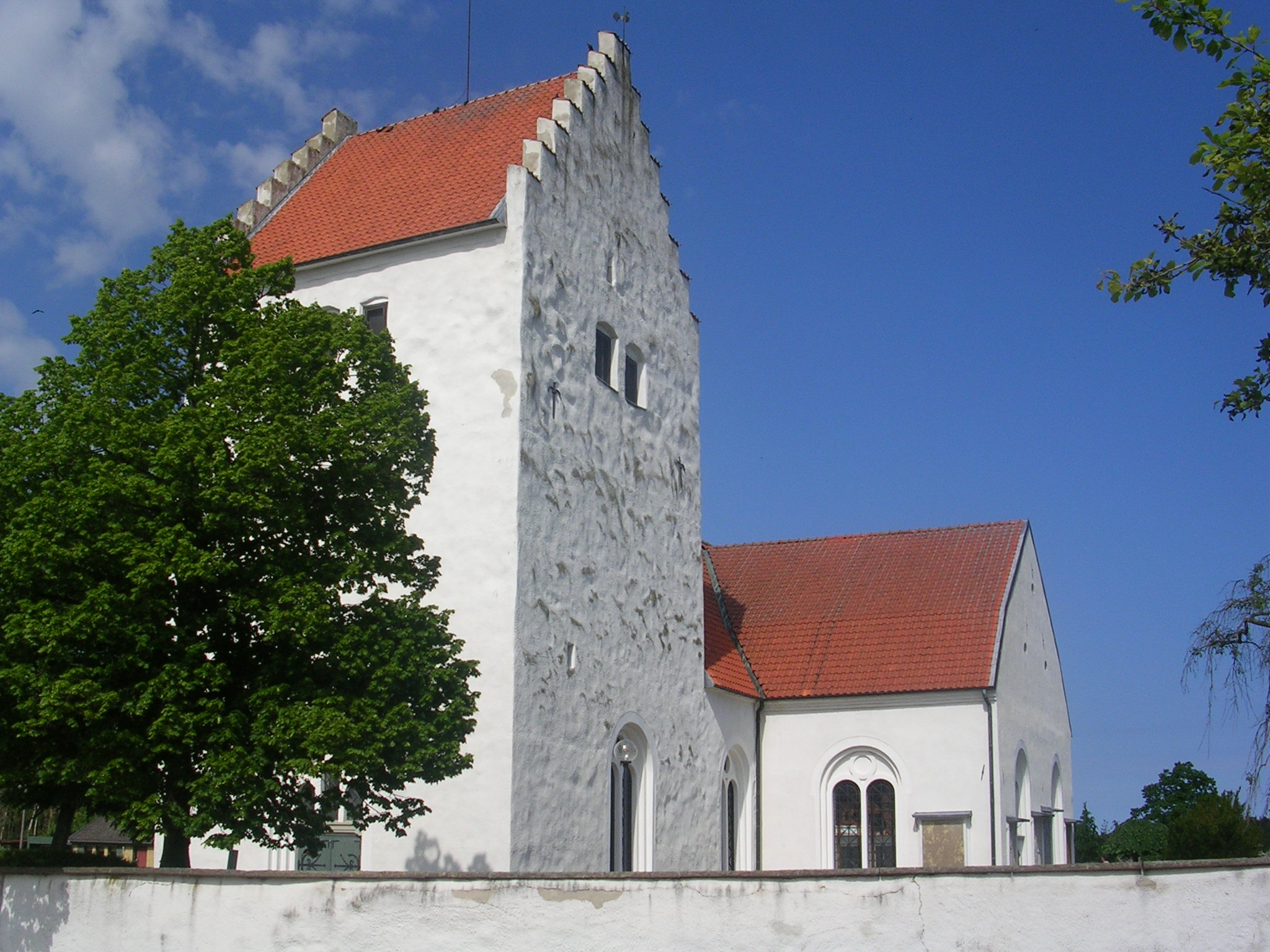
빗셰블레 교회

빗셰블레 교회(Vittskövle kyrka)는 스웨덴 남부 룬드 교구 및 크리스티안스타드 콤문(Kristianstads kommun; 면 단위 행정구역)에 속하는 교회이다. 교회가 속한 빗셰블레 지역은 크리스티안스타드에서 남쪽으로 약 28km 지점에 있다.

## 교회 건물
빗셰블레 교회는 원래 12세기 또는 13세기에 지어졌는데 정확한 건축 시기는 알 수가 없다. 가장 오래된 부분은 본당 회중석과 제단 부분 및 앱스(후진; 後陣)로 벽돌을 전혀 사용하지 않은 점이 교회의 다른 부분들보다 오래되었다는 것을 뒷받침해준다. 하지만 일부 전문가들은 스웨덴에서 가장 건축 시기가 이른 교회 건물 중의 하나로 보기에는 이 교회가 너무 크다고 보고 있다. 또 현 교회 건물이 빗셰블레에 처음 세워졌던 교회인지, 아니면 예전에 있던 목조 건물을 대체한 것인지도 해결되지 않은 문제이다.
15세기에는 북쪽 벽 일부가 파손되어 볼트(vault, 곡면천장)가 지어졌다. 예배소는 성모 마리아의 모친 성 안나(Sankta Anna)에 헌당되었으므로 성 안나 예배소로 불린다.

## 벽화

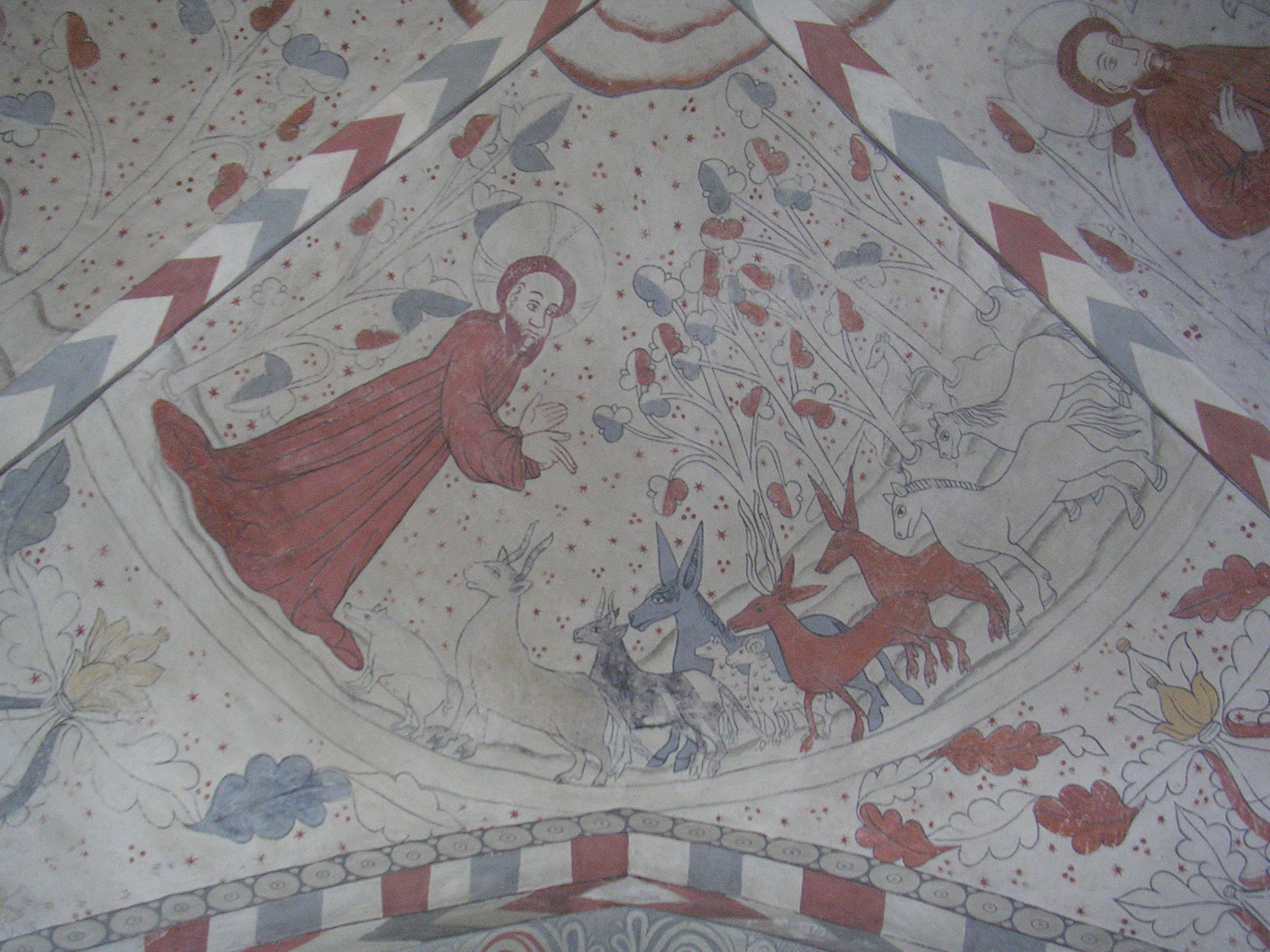
창세기 삽화

빗셰블레 교회의 볼트 안쪽 벽에 1480년대에 벽화가 그려졌다. 본당 회중석 쪽 천장에는 창세와 인간의 타락을 그린 삽화가, 제단 쪽 천장에는 성 니콜라우스(Sankt Nicolaus)의 전설을 그린 삽화가 있다.

## 교회 소장품
바르네코브(Barnekow) 가문의 석관과 비문은 묘소에 안치되어있다.

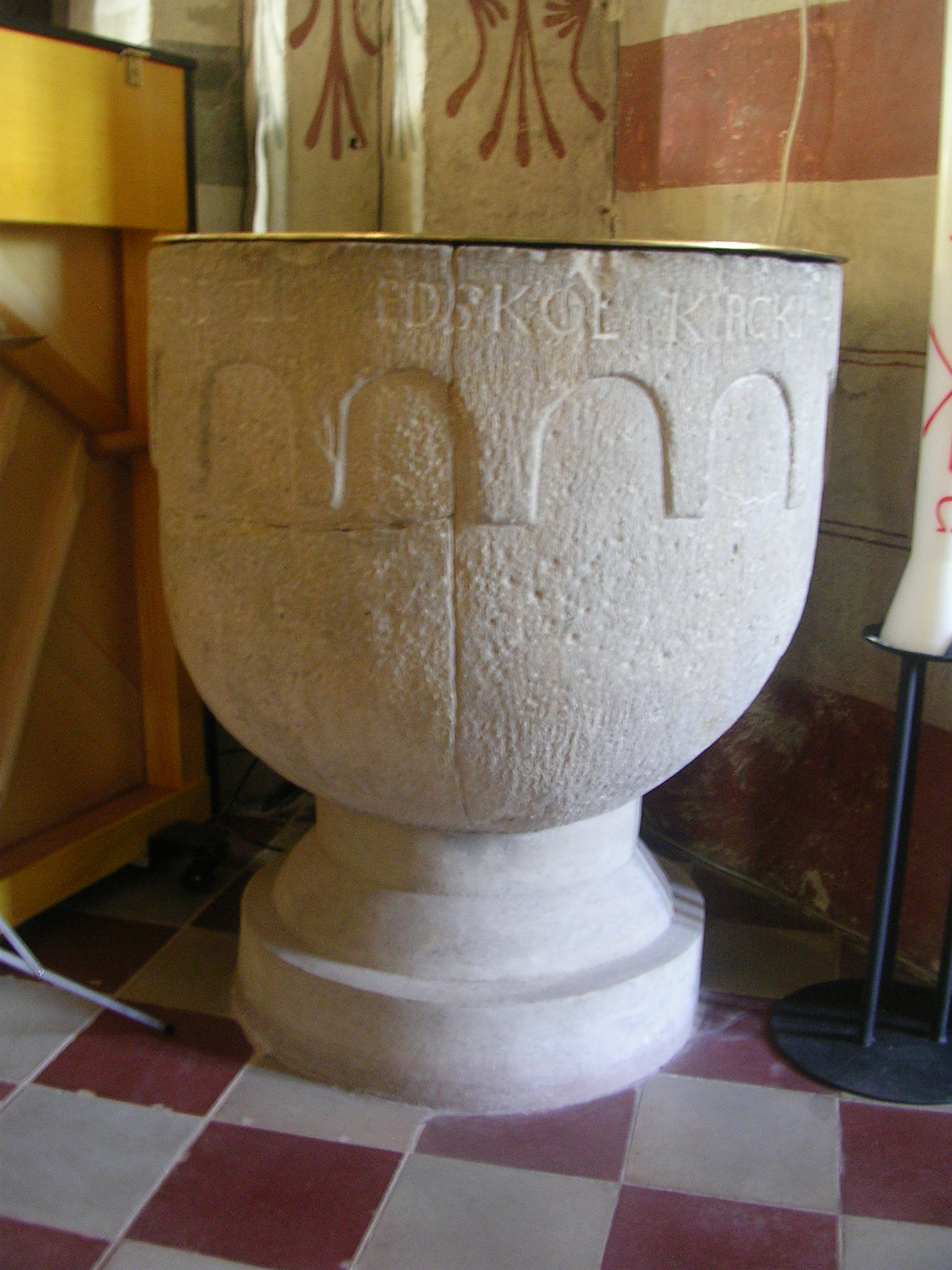
세례반
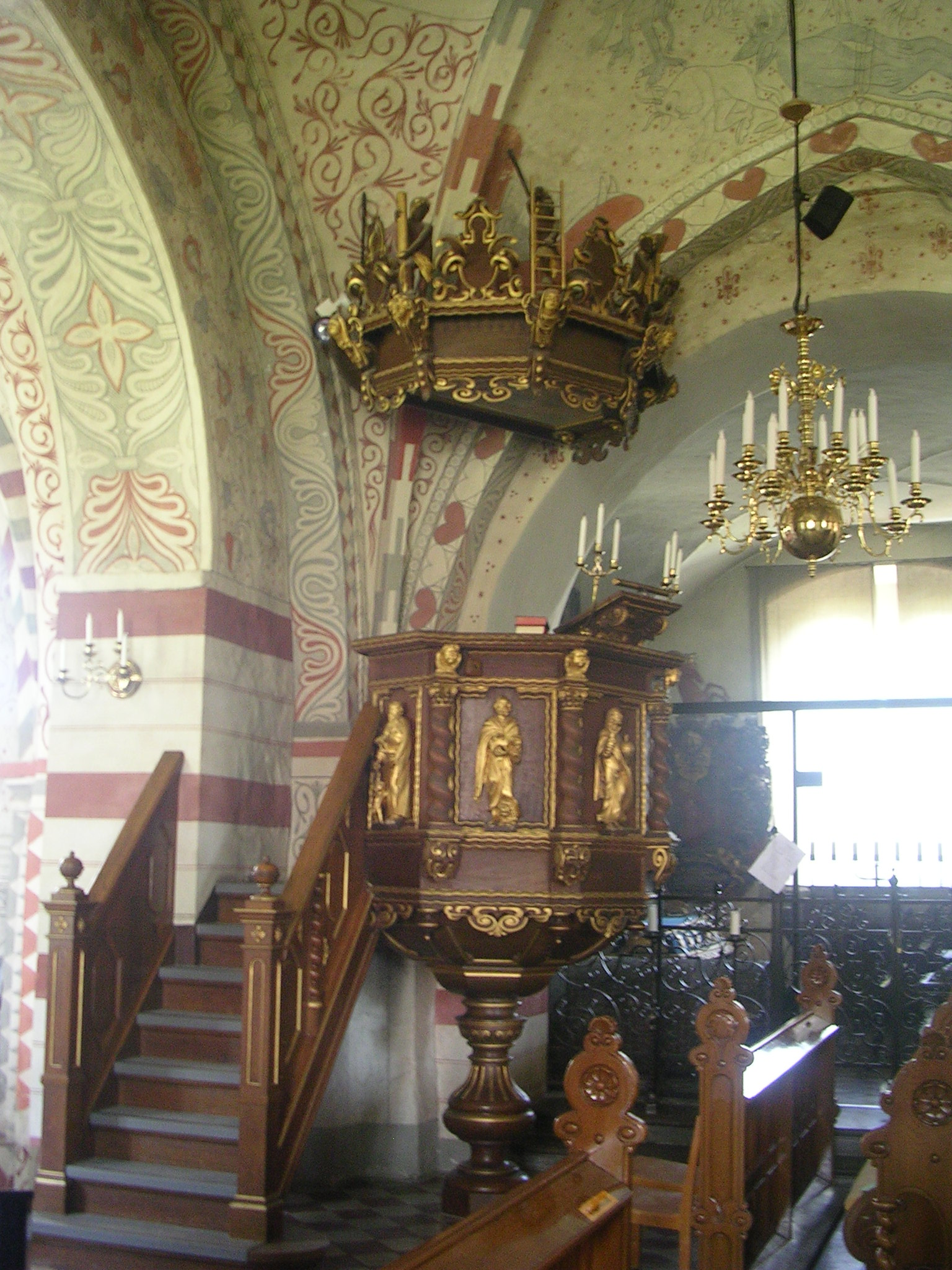
설교단
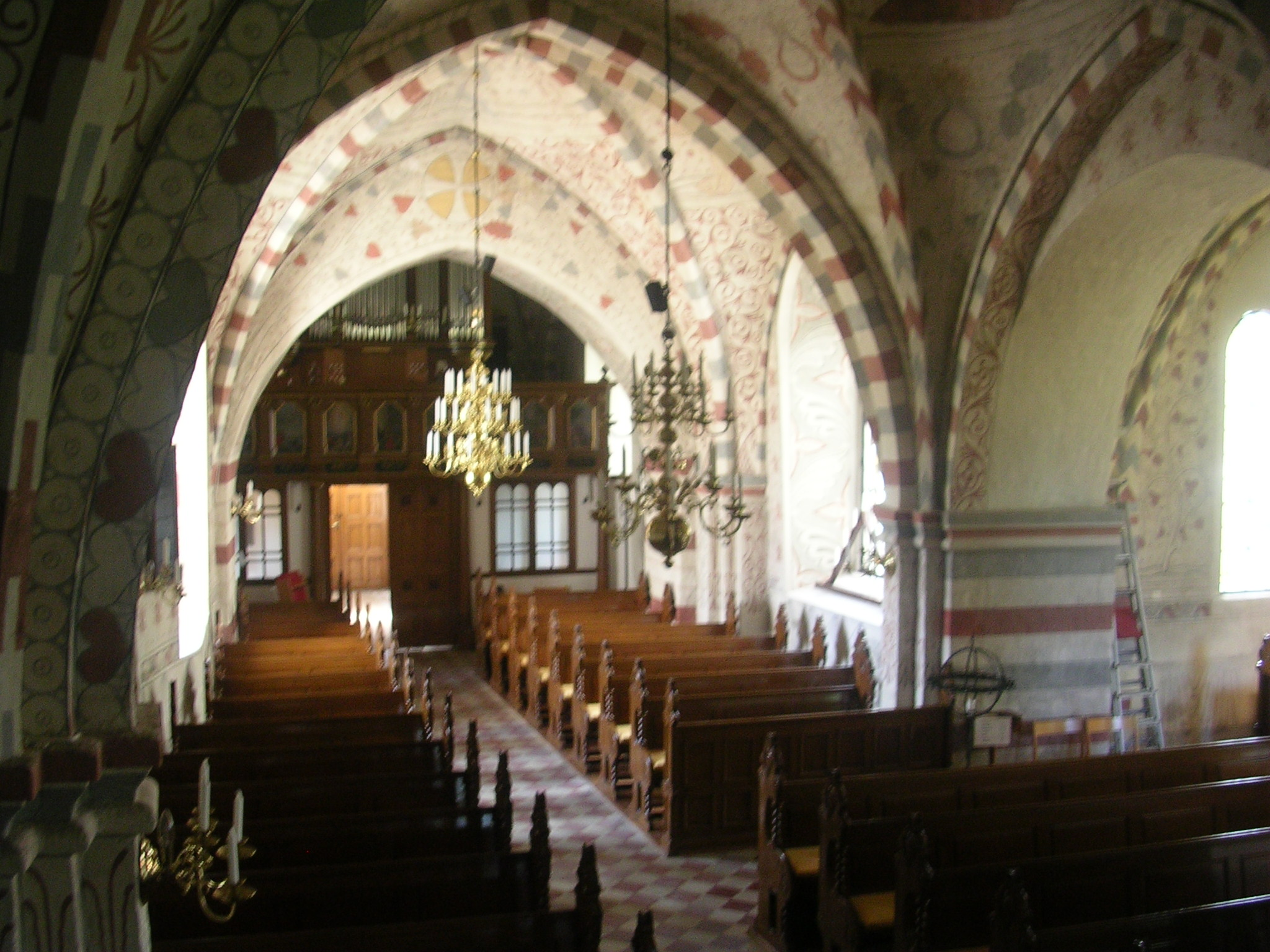
내부 모습

## 참고 문헌
- Vittskövle kyrka - några anteckningar av Elvir Liedman, tredje upplagan utgiven 1991, första upplagan från 1940-talet.